# Alfenim

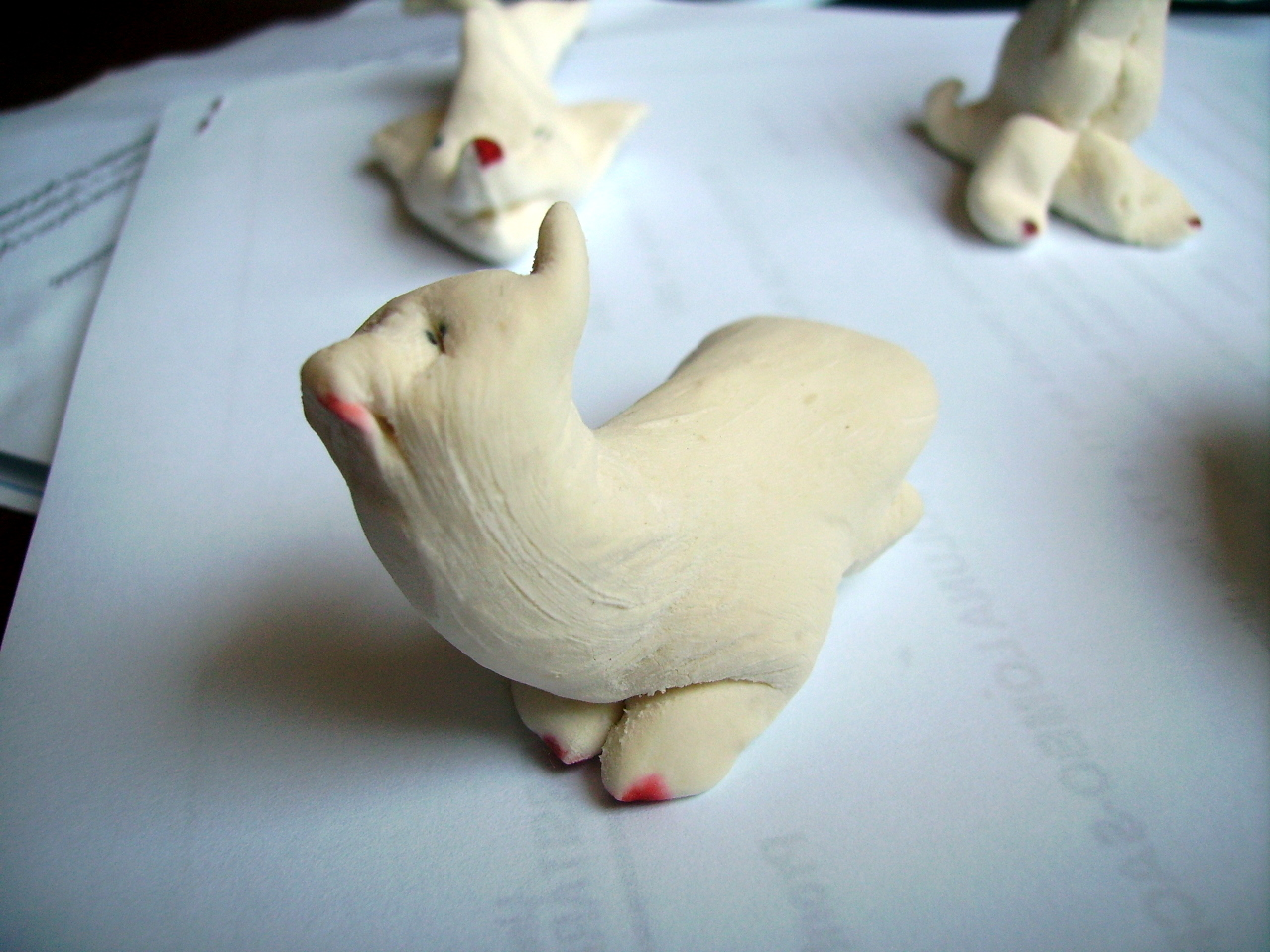
Figuras zoomórficas em alfenim.

Alfenim (por vezes no Brasil alfeninho) é uma massa branca e seca de açúcar utilizada na confecção de doces de diferentes formas, tradicionalmente predominando as formas zoomórficas (animais domésticos, peixes, pombos) e antropomórficas (figuras humanas, peças anatómicas, nomeadamente braços e pernas), mas também flores e outros elementos vegetais, rosquilhas pequenas e cestinhos. Embora a sua produção tenha diminuído, mantém-se como doce típico em algumas regiões do Brasil e nas ilhas Terceira e Santa Maria (Açores). O doce, embora com variantes de coloração, é o mesmo utilizado na América Latina, especialmente no México, na confecção das calaveras e produtos similares de alfeñique.

## Origem
A palavra deriva do hindu «phani», que passou ao árabe como «al-fānīd», que deu o alfenim (bem como alfeñique em castelhano e penide em inglês), que não é mais do que o caldo de açúcar concentrado, mais tarde purificado e mantido em forma não-cristalina esbranquiçada. Com este se faziam doces com frutas, castanhas, e quando seco permitia usá-lo para lhe dar os mais variados formatos. Numa definição sintética, o alfenim é uma «massa de açúcar que se leva ao ponto em que se torna branca e com a qual se formam diferentes figuras». Esta massa de açúcar, seca, muito alva, é essencialmente uma forma de doçaria popular, contrastando na sua forma e tipologia com os «doces finos», na sua maioria, se não totalidade, de origem conventual.
Semelhante ao alfenim há a alféola, definida como uma «pasta de melaço em ponto forte de maneira que fica alva depois de manipulada, reduzindo-se ao feitio de umas varetas torcidas. Era uma espécie do caramelo actual». Contudo, Joaquim de Santa Rosa de Viterbo, no seu Elucidário, confunde as duas formas e define alféola como um doce de açúcar ou melaço posto em ponto.
No glossário da sua edição das Obras de Gil Vicente Mendes dos Remédios dá a palavra «alfenim» como de origem árabe, al-fenid, e diz significar «certa massa de assucar misturada com amêndoas dôces» e, em sentido figurado, pessoa efeminada. Neste sentido, e ainda no de pessoa mimosa, emprega-a o povo e empregaram-na, entre outros, Gil Vicente no Velho da Horta:
Oh, meu rosto d'alfeni
Que en forte ponto vos vi
Neste pomar.
e Jerónimo Ribeiro no Auto do Físico:
Dizei-me, senhora filha,
Este moço he d'alfenim,
Derrete-se em estar aqui.
Também Jorge Ferreira de Vasconcelos na Eufrosina diz: «Pois um destes de cabelinho, doce novo na ferra, que quebra todo como alfenim».

## Receita e usos
Embora existam ligeiras variantes locais, especialmente quanto ao ponto do açúcar e à consequente coloração, esta é uma receita de alfenim, recolhida na ilha Terceira (Açores):
«Para meio quilo de açúcar, um quartilho e meio de água, meia colher de chá de manteiga e uma colher de sopa de vinagre, forte e bom, de vinho branco. Põe-se o açúcar, com o mais, ao lume num tacho a ferver até tomar ponto bem alto, o que se conhece tirando uma gota com uma colher para dentro duma chávena de água fria. Se ao cair faz um pequeno ruído no fundo da chávena e se tira com a mão estando duro atingiu o ponto preciso. Tem-se ao lado um tacho de cobre, dos que servem para fazer doce de fruta, untado de manteiga, e deita-se-lhe dentro a massa sem mexer e deixa-se escorrer bem. Este tacho está dentro de um alguidar com água fria, para o conteúdo ir arrefecendo e com a ponta de uma faca vão-se virando os bordos da massa para o centro, isto só e.a quanto se não pode pegar na mas, a com as mãos ; logo que se pode vai-se puxando com elas a massa a fazer uma meada. Quando está branca e um pouco dura dá-se-lhe a forma que se quer — pombas, flores, rosquilhas, etc. É necessário ter cuidado em não mexer o açúcar com colher em quanto toma ponto e, ao virar a massa com a faca, nunca tocar com esta no meio».
Com alfenim resultante da receita atrás, fazem-se na Terceira, local onde a sua produção mantém pujança, figuras zoomórficas e antropomórficas, flores e ornatos diversos, especialmente destinadas ao pagamento de promessas ao Divino Espírito Santo, São João e Santo Amaro, mas que durante todo o ano se vendem nas confeitarias e outros estabelecimentos da cidade de Angra do Heroísmo. As promessas a Santo Amaro são geralmente cumpridas com peças representando animais domésticos.
Fabrica-se, ou fabricou-se, noutras ilhas dos Açores além da Terceira. Em Vila Franca do Campo, ilha de São Miguel, oferecem a Santo Amaro, em cumprimento de promessas, bonecos, corações e argolas de alfenim. e é corrente a comparação «branco como alfenim». Na ilha do Faial há notícia das freiras do Convento da Glória na Horta, até 1870, mandarem de presente aos membros da Colegiada da Matriz, no dia de São Marcos, uma coroa formada de pequenos cornos de alfenim.
Na ilha da Madeira, embora a alféola predominasse como era natural dado o desenvolvimento da indústria sacarina, fez-se alfenim. Um códice manuscrito do Convento da Esperança do Funchal, publicado em 1937 no Arquivo Histórico da Madeira e citado por Eduardo Clemente Nunes Pereira, menciona a alféola. Gaspar Frutuoso, nas Saudades da Terra, fala no sacro palácio e nos cardeais feitos de alfenim e oferecidos ao Papa, e o mesmo editor em nota, a pág. 685, refere-se a um documento de 1490 onde se menciona alfenim diagargante.
Fez-se alfenim (ali designado por alfeñique) nas ilhas Canárias onde, como nos Açores, houve no século XVII larga exportação deste produto para Espanha, de que dão notícia, entre outros, Luis de Gongora, que escreveu os seguintes versos:
Convalesci a pocos dias
y granyeé fuerzas dobles,
porque registró mi mesa
quanto vuela i quanto corre.
Sê de paces las Canarias
tributaban sus pipotes,
de guerra tocaban caxas
las islas de los Azores.
Damaso Alonso interpreta por este modo os últimos quatro versos: — «Queriendo cuidarme mis amigos me daban las cosas mas esquisitas, las conservas almibaradas de los tonelillos de Canarias y dulce de las cajas de las Azores, si bien Gongora, atraído (como siempre en casos semejantes) por el doble sentido de la caja («tambor» y «caja de dulce») y por el contraste de paz e guerra, dice donosamente que las cajas de dulce venien tocando a guerra».
Por sua vez, na novela picaresca Guzmán de Alfarache, Mateo Alemán escreveu:
«Era Monseñor aficionado a unos pipotillos de conservas almibaradas que sueien traerse de Canarias o de las íslas de la Tercera».